# Mateo Valdemoros
Mateo Valdemoros de la Cruz (Alfaro, La Rioja, 21 de septiembre de 1771-Tarragona, 5 de noviembre de 1821) fue un político español.  

## Biografía
Jurista riojano, de adscripción política liberal. Representó a esta facción en Valencia de donde llegó a ser Alcalde corregidor. En 1812 fue elegido diputado suplente ante las Cortes pero no llegó a asumir. 
El 9 de marzo de 1820 el rey Fernando VII lo designó vocal de la Junta Provisional Gubernativa.
En el Trienio liberal fue designado el 4 de marzo de 1821 Secretario de Estado y del Despacho de la Gobernación de la Península, puesto que desempeñaría tan sólo 2 meses debido a una enfermedad, siendo reemplazado interinamente y luego oficialmente por el abogado Ramón Feliú, que desempeñaba la Secretaría de la Gobernación de Ultramar. Posteriormente Mateo Valdemoros fue designado Consejero de Estado. Falleció en noviembre de ese año. 